# 묵사
묵사(墨泗, ?~?)는 조선으로 귀화한 명나라의 관료이다.
명나라 양주 출신으로 명나라에서 병부상서(兵部尙書)를 지내다가 조선으로 귀화해 청착해 살았다.

## 참고 자료
- “광녕묵씨 廣寧墨氏”. 《rootsinfo》. 2018년 2월 2일에 원본 문서에서 보존된 문서.